# Takuro Yajima
Takuro Yajima (jap. 矢島 卓郎 Yajima Takuro; ur. 28 marca 1984) – japoński piłkarz występujący na pozycji napastnika.

## Kariera klubowa
Od 2004 do 2016 roku występował w klubach Kawasaki Frontale, Shimizu S-Pulse, Yokohama F. Marinos i Kyoto Sanga FC.